# BBÖ VT 31
Der BBÖ VT 31 war ein Verbrennungsmotor-Triebwagen der Bundesbahnen Österreich (BBÖ).

## Technische Daten und Geschichte
Der Triebwagen war durch einen Umbau aus einem zweiachsigen Personenwagen der 3. Wagenklasse entstanden. Eingesetzt wurde der Triebwagen im Waldviertel. Der Triebwagen gelangte 1938 zur Deutschen Reichsbahn und wurde dort als 722 in Zweitbesetzung bezeichnet. Der Triebwagen war nach Umbau auf Treibgasbetrieb bis 1945 im Betrieb. Danach blieb er bei den ČSD und wurde zu einem nicht bekannten Zeitpunkt ausgemustert.

## Fahrzeugaufbau
Im Fahrzeugaufbau wurde der Spenderwagen umfangreichen Änderungen unterzogen. Durch Verlängerung und Verkleidung der beiden Einstiegsräume entstanden die beiden Führerstände, die den Zugang zu den Fahrgastabteilen bildeten. Die Fahrgastabteile hatte viele kleine Seitenfenster mit Oberlichtklappfenstern. Die Abfederung des Wagenkastens auf das Laufwerk wurde mit Blattfedern realisiert. Geheizt wurde der Wagen durch den Kühlwasserkreislauf der Antriebsmotoren.
Die gesamte Maschinenanlage war in einem eigenen Maschinentragrahmen gelagert und über vier Punkten an dem Untergestell des Wagens aufgehängt. Sie bestand aus zwei Vierzylinder-Viertakt-Ottomotoren, die über eine Einscheibentrockenkupplung und ein Dreiganggetriebe eine Achse des Triebwagens antrieben. Je nach Leistungsanforderung konnte mit einem oder mit zwei Motoren gefahren werden. Die Kupplung wurde über ein Pedal betätigt. Das Schaltgetriebe wurde über ein Kettengetriebe geschaltet und ermöglichte in den einzelnen Gängen die Geschwindigkeiten 10/20/50 km/h. Der Motor wurde durch Wasser gekühlt. Eine Kühlanlage war unter den Führerständen des Wagens angeordnet.